# Simma i Vättern
Simma i Vättern är ett punkband ifrån Eskilstuna som bildades 2004. Musiken är snabb trallpunk med texter på svenska.
Bandet vevade igång på vårkanten 2004 och drygt ett år senare kopplades inspelningsutrustningen upp för första gången. Efter några demoskivor spelades Inget blir som man tror in (2007) och släpptes på skivbolaget Buzzbox Records. Därefter producerades en del låtar och det resulterade till slut (2011) i ett nytt besök i studion för albumet Är du nöjd?. Men den blev tyvärr aldrig släppt där och då. Utan bandet klev in i någon slags dvala, gjorde några ströspelningar och pysslade med annat. Men till slut 2017 (2017 elektroniskt och 2018 på CD) gjordes inspelningen officiell.

## Medlemmar
- Lukas Edvardsson (Gitarr och sång
- Martin Johansson (Bas och sång)
- Leffe Isaksson (Trummor och kör)

## Diskografi

### Album
- 2007 - Inget blir som man tror

1. Två eller en – 2:41
2. En bön – 2:49
3. Parasit – 2:31
4. Mot horisonten – 3:41
5. Rulla kronan – 2:16
6. Sveket – 3:23
7. Demokratisk monarki – 2:04
8. Till strid – 2:56

- 2017 - Är du nöjd?

### Demos
- 2005 - Simma i Vättern
- 2005 - Lite vill ha mer
- 2006 - Dämpglajm
- 2008 - Alltid i andra hand
- 2011 - P-skiva

### Samlingar
- 2006 - Samling vid punken
- 2006 - Tralleluja no1
- 2011 - Samling vid punken 5